# Roger Dangeville
Roger Dangeville, né le 1er juin 1925 à Hayange et mort le 9 septembre 2006 à Mérindol-les-Oliviers ,est un traducteur français, qui a contribué à la découverte de textes inédits de Marx.
Militant du Parti communiste international à partir de 1956, où il a été recruté par Suzanne Voute, Roger Dangeville entretient une correspondance amicale avec Amadeo Bordiga, fondateur du Parti communiste italien, puis figure de l'opposition communiste au stalinisme. Il employait d'ailleurs, à l'occasion, des textes de Bordiga comme préface à ses traductions de Marx, sans le citer — selon le principe du travail collectif et anonyme. En 1966, il quitte ce parti, en même temps que Jacques Camatte, pour publier la revue Le Fil du temps, jusqu’en 1977. 

## Traductions
Les traductions de Roger Dangeville sont toujours accompagnés de présentation très longues, qui forment de véritables essais, et de notes abondantes. Il s'agit souvent de sélections de textes sur un sujet particulier. 
- Karl Marx, Grundrisse - fondements de la critique de l’économie politique, 2 vols Anthropos 1967-1968.
- Karel Kosik, La Dialectique du concret, Bibliothèque Socialiste Maspéro 1970.
- Karl Marx, Écrits militaires - Violence et constitution des États européens, L’Herne 1970.
- Karl Marx, La Guerre civile aux États-Unis, U.G.E. 10/18 1970.
- Renate Siebert, L’œuvre de Frantz Fanon, U.G.E. 10/18 1970.
- Karl Marx, Un chapitre inédit du Capital, U.G.E. 10/18 1971.
- Karl Marx, La Commune de 1871 : lettres et déclarations, pour la plupart inédites, U.G.E. 10/18 1971.
- Friedrich Engels & Karl Marx,  Le Syndicalisme - 1. Théorie, organisation, activité, Maspéro 1972.
- Friedrich Engels & Karl Marx, Le Syndicalisme - 2. Contenu et signification des revendications, Maspéro 1972.
- Karl Marx & Friedrich Engels, La Chine, U.G.E. 10/18 1972.
- Karl Marx, Grundrisse - 1. Chapitre de l’argent, U.G.E. 10/18 1972.
- Karl Marx, Grundrisse - 2. Chapitre du capital, U.G.E. 10/18 1972.
- Revue « Le fil du temps » : « Succession des formes de production et de société dans la théorie marxiste », Paris 1972.
- Karl Marx, Grundrisse - 3. Chapitre du capital (suite), U.G.E. 10/18 1973.
- Friedrich Engels & Karl Marx, Le parti de classe - 1. Théorie, activité, Maspéro 1973.
- Friedrich Engels & Karl Marx, Le parti de classe - 2. Activité et organisation, Maspéro 1973.
- Friedrich Engels & Karl Marx, Le parti de classe - 3. Questions d’organisation, Maspéro 1973.
- Friedrich Engels & Karl Marx, Le parti de classe - 4. Activités de classe, Maspéro 1973.
- Revue « Le fil du temps » : « Le marxisme et la question militaire », Paris 1974.
- Karl Marx & Friedrich Engels, La Russie, U.G.E. 10/18 1974 - [-NPT] ;
- Karl Marx, Grundrisse - 4. Plus-value et profit, U.G.E. 10/18 1974.
- Karl Marx, Grundrisse - 5. Travaux annexes : 1850-1859, U.G.E. 10/18 1975.
- Karl Marx & Friedrich Engels, La Social-démocratie allemande, U.G.E. 10/18 1975.
- Karl Marx & Friedrich Engels, Maspéro 1976.
- Karl Marx & Friedrich Engels, Utopisme et communauté de l’avenir, Maspéro 1976.
- Friedrich Engels & Karl Marx, Les Utopistes, Maspéro 1976.
- Karl Marx & Friedrich Engels, La Crise, U.G.E. 10/18 1978.
- Karl Marx & Friedrich Engels, Critique de Malthus, Maspéro 1978.
- Karel Kosik, La Dialectique du concret, Éditions de la Passion 1988.